# Ciclismo nos Jogos Pan-Americanos de 2023 - Omnium masculino
A prova do omnium masculino do ciclismo nos Jogos Pan-Americanos de 2023 foi disputada em 24 de outubro de 2023 no Velódromo, em Peñalolén. Um total de 13 ciclistas, cada um representando um Comitê Olímpico Nacional (CON), participaram do evento.

## Calendário
Horário local (UTC−3).
| Data          | Hora  | Fase                  |
| ------------- | ----- | --------------------- |
| 24 de outubro | 11:08 | Scratch               |
| 24 de outubro | 11:54 | Contrarrelógio        |
| 24 de outubro | 18:05 | Corrida de eliminação |
| 24 de outubro | 19:27 | Corrida por pontos    |

## Medalhistas
| Ouro   | PER Hugo Ruiz    |
| Prata  | MEX Ricardo Peña |
| Bronze | CHI Jacob Decar  |

## Resultados

### Scratch
| Pos. | Ciclista            | CON                                 | Voltas atrás | Pts evento |
| ---- | ------------------- | ----------------------------------- | ------------ | ---------- |
| 1    | Armando Camargo     | BRA Brasil                          |              | 40         |
| 2    | Juan Esteban Arango | COL Colômbia                        | –1           | 38         |
| 3    | Jacob Decar         | CHI Chile                           | –1           | 36         |
| 4    | Michael Foley       | CAN Canadá                          | –1           | 34         |
| 5    | Clever Martínez     | VEN Venezuela                       | –1           | 32         |
| 6    | Tomás Contte        | ARG Argentina                       | –1           | 30         |
| 7    | Ricardo Peña        | MEX México                          | –1           | 28         |
| 8    | Anders Johnson      | USA Estados Unidos                  | –1           | 26         |
| 9    | Akil Campbell       | TTO Trinidad e Tobago               | –1           | 24         |
| 10   | Leonidas Novoa      | ECU Equador                         | –1           | 22         |
| 11   | Hugo Ruiz           | PER Peru                            | –1           | 20         |
| 12   | Dorian Monterroso   | EAI Equipe de Atletas Independentes | –1           | 18         |
|      | Steven Polanco      | DOM República Dominicana            | –1 (DNF)     | 16         |

### Contrarrelógio
| Pos. | Ciclista            | CON                                 | Pontos por volta | Pontos totais | Pts evento |
| ---- | ------------------- | ----------------------------------- | ---------------- | ------------- | ---------- |
| 1    | Anders Johnson      | USA Estados Unidos                  | 20               | 37            | 40         |
| 2    | Ricardo Peña        | MEX México                          | 20               | 35            | 38         |
| 3    | Hugo Ruiz           | PER Peru                            |                  | 4             | 36         |
| 4    | Juan Esteban Arango | COL Colômbia                        |                  |               | 34         |
| 5    | Tomás Contte        | ARG Argentina                       |                  |               | 32         |
| 6    | Jacob Decar         | CHI Chile                           |                  |               | 30         |
| 7    | Leonidas Novoa      | ECU Equador                         |                  |               | 28         |
| 8    | Michael Foley       | CAN Canadá                          |                  |               | 26         |
| 9    | Armando Camargo     | BRA Brasil                          |                  |               | 24         |
| 10   | Akil Campbell       | TTO Trinidad e Tobago               |                  |               | 22         |
| 11   | Clever Martínez     | VEN Venezuela                       |                  |               | 20         |
| 12   | Dorian Monterroso   | EAI Equipe de Atletas Independentes |                  |               | 18         |
|      | Steven Polanco      | DOM República Dominicana            | DNS              | DNS           | DNS        |

### Corrida de eliminação
| Pos. | Ciclista            | CON                                 | Pts evento |
| ---- | ------------------- | ----------------------------------- | ---------- |
| 1    | Jacob Decar         | CHI Chile                           | 40         |
| 2    | Michael Foley       | CAN Canadá                          | 38         |
| 3    | Hugo Ruiz           | PER Peru                            | 36         |
| 4    | Ricardo Peña        | MEX México                          | 34         |
| 5    | Juan Esteban Arango | COL Colômbia                        | 32         |
| 6    | Leonidas Novoa      | ECU Equador                         | 30         |
| 7    | Anders Johnson      | USA Estados Unidos                  | 28         |
| 8    | Dorian Monterroso   | EAI Equipe de Atletas Independentes | 26         |
| 9    | Tomás Contte        | ARG Argentina                       | 24         |
| 10   | Armando Camargo     | BRA Brasil                          | 22         |
|      | Clever Martínez     | VEN Venezuela                       | 20         |
|      | Akil Campbell       | TTO Trinidad e Tobago               | 18         |
|      | Steven Polanco      | DOM República Dominicana            | 16         |

### Corrida por pontos
| Pos. | Ciclista            | CON                                 | Pontos de volta | Pts evento |
| ---- | ------------------- | ----------------------------------- | --------------- | ---------- |
| 1    | Ricardo Peña        | MEX México                          |                 | 24         |
| 2    | Jacob Decar         | CHI Chile                           |                 | 15         |
| 3    | Michael Foley       | CAN Canadá                          |                 | 16         |
| 4    | Juan Esteban Arango | COL Colômbia                        |                 | 16         |
| 5    | Anders Johnson      | USA Estados Unidos                  |                 | 16         |
| 6    | Hugo Ruiz           | PER Peru                            | 20              | 13         |
| 7    | Tomás Contte        | ARG Argentina                       |                 | 8          |
| 8    | Armando Camargo     | BRA Brasil                          |                 | 12         |
|      | Leonidas Novoa      | ECU Equador                         | –40             | 1          |
|      | Clever Martínez     | VEN Venezuela                       |                 |            |
|      | Akil Campbell       | TTO Trinidad e Tobago               |                 |            |
|      | Dorian Monterroso   | EAI Equipe de Atletas Independentes |                 |            |
|      | Steven Polanco      | DOM República Dominicana            |                 |            |

### Classificação final
| Pos.              | Ciclista            | CON                                 | SR | CR  | CE | CP | Total |
| ----------------- | ------------------- | ----------------------------------- | -- | --- | -- | -- | ----- |
| Medalha de ouro   | Hugo Ruiz           | PER Peru                            | 20 | 36  | 36 | 33 | 125   |
| Medalha de prata  | Ricardo Peña        | MEX México                          | 28 | 38  | 34 | 24 | 124   |
| Medalha de bronze | Jacob Decar         | CHI Chile                           | 36 | 20  | 40 | 15 | 121   |
| 4                 | Juan Esteban Arango | COL Colômbia                        | 38 | 34  | 32 | 16 | 120   |
| 5                 | Michael Foley       | CAN Canadá                          | 34 | 26  | 38 | 16 | 114   |
| 6                 | Anders Johnson      | USA Estados Unidos                  | 26 | 40  | 28 | 16 | 110   |
| 7                 | Armando Camargo     | BRA Brasil                          | 40 | 24  | 22 | 12 | 98    |
| 8                 | Tomás Contte        | ARG Argentina                       | 30 | 32  | 24 | 8  | 94    |
|                   | Leonidas Novoa      | ECU Equador                         | 22 | 28  | 30 |    | DNF   |
|                   | Clever Martínez     | VEN Venezuela                       | 32 | 20  | 20 |    | DNS   |
|                   | Akil Campbell       | TTO Trinidad e Tobago               | 24 | 22  | 18 |    | DNS   |
|                   | Dorian Monterroso   | EAI Equipe de Atletas Independentes | 18 | 18  | 26 |    | DNS   |
|                   | Steven Polanco      | DOM República Dominicana            | 16 | DNS | 16 |    | DNS   |